# Контроль посылки вызова
Контро́ль посы́лки вы́зова (англ.  Ring-Back Tone, RBT) (также КПВ, в разговорной речи длинные гудки) — акустический сигнал (обычно гудки, повторяющиеся примерно раз в пять секунд), который абонент слышит в телефонной трубке (мобильной трубке, гарнитуре) после набора номера до ответа вызываемого абонента или отбоя. Сигнал КПВ информирует вызывающего абонента о том, что соединение на сети установлено, вызываемый абонент свободен.
Формирует сигнал (источник сигнала КПВ) обычно та телефонная станция (АТС), к которой подключен вызываемый абонент. В зависимости от типа сигнализации между АТС и параметров настройки, сигнал КПВ может формироваться и на вызывающей АТС или на транзитной АТС по пути следования соединения.

## Громкость
Устанавливается или абонентом, совершающим вызов, если аппарат это позволяет, — или же на Вашей АТС. Уровень громкости должен быть комфортным и ,примерно, соответствовать уровню громкости голосового соединения.

## Изменение КПВ
Некоторые операторы связи (чаще всего сотовые операторы), предлагают абонентам услугу замены КПВ на персональную мелодию или другую звукозапись. Услуга пользуется большой популярностью, так как, с одной стороны, вносит элемент индивидуальности, а с другой — позволяет звонящему скрасить ожидание ответа вызываемого абонента. Различные ДВО: голосовые меню, корпоративные приветствия, мелодия и т. п., реализовываются операторами связи также за счёт изменения стандартного гудка КПВ другой звукозаписью.
Производители АТС и коммутаторов внедряют в свои продукты возможность для управления подменой КПВ, как на уровне станции для транзитных вызовов, так и на уровне конкретных абонентов.

## Параметры сигнала
Параметры сигнала КПВ на ТФОП РФ: 
- частота 425 Гц;
- длительность посылки, с, 1,00+/- 0,10;
- длительность паузы, с, 4,00+/- 0,40. При междугородных звонках пауза может быть меньше.

Уровень сигнала должен иметь номинальную величину минус 10 дБм при возможных отклонениях от номинального значения в пределах +/-5 дБ.

### Скважность
- В России, как правило, скважность равна 5:
  - гудок — 1 секунда,
  - пауза — 4 секунды.

- В Аргентине и ряде других стран скважность равна 5,5: 
  - гудок — 1 с,
  - пауза — 4.5 с.

- В США и ряде других стран скважность равна, как правило, 3: 
  - гудок — 2 с,
  - пауза — 4 с.

- В Японии скважность так же равна 3: 
  - гудок — 1 с,
  - пауза — 2 с.

### Частота
В России, Аргентине и ряде других стран: как правило, 425 Гц. В США и ряде других стран: как правило, смесь двух тонов 440 Гц и 480 Гц. В Японии частота тона составляет 400 ± 20 Гц, амплитудная модуляция — 15–20 Гц.

## Если удалённый абонент не ответил
При неответе в течение, как правило, 180 секунд (таймер Т301 ISDN), происходит разъединение. В трубке у вызывающего абонента звучит сигнал «занято», при этом у вызываемого абонента телефон перестаёт звонить сразу же, как только произошёл отбой.
Параметры сигнала "занято" на ТФОП РФ:
- частота 425 Гц,
- длительность посылки и паузы одинакова и равна 0,35 с (скважность равна 2).